# Bas Maliepaard
Bastiaan Maliepaard, dit Bas Maliepaard, né le 3 avril 1938 à Willemstad (Brabant-Septentrional) et mort le 11 juillet 2024 à Bréda (Brabant-Septentrional), est un coureur cycliste néerlandais. 
Professionnel de 1959 à 1967, il remporte notamment le classement par points du Tour d'Espagne 1963 et est deux fois champion des Pays-Bas sur route.

## Palmarès

### Palmarès amateur
- 1959
  - 5eb étape de l'Olympia's Tour
  - Omloop der Kempen
  - Tour d'Overijssel
  -  Médaillé d'argent du championnat du monde sur route amateurs

### Palmarès professionnel
- 1960
  -  Champion des Pays-Bas sur route
  - Grand Prix Flandria
  - 2e du Circuit des Ardennes flamandes - Ichtegem
  - 2e du Circuit des monts du sud-ouest
  - 3e du championnat des Pays-Bas de poursuite
- 1961
  -  Champion des Pays-Bas sur route
  - 2e du Grand Prix du Parisien
  - 3e du Trophée Baracchi (avec Jean-Claude Lebaube)
  - 7e de Paris-Roubaix
  - 8e des Quatre Jours de Dunkerque
- 1962
  - 2e étape du Tour du Levant
  - 3ea étape des Quatre Jours de Dunkerque
  - 2eb étape du Tour de l'Oise
  - 5e de Paris-Nice
- 1963
  - 1re et 2e étapes de l'Eibarko Bizikleta
  - Tour d'Espagne :
    -  Classement par points
    - 5e étape

  - Circuit d'Aquitaine :
    - Classement général
    - 1re et 3e étapes

  - Tour de Picardie
  - 2e du Grand Prix d'Isbergues
  - 3e de Bordeaux-Paris
  - 3e du Grand Prix du Parisien
  - 4e du Tour d'Espagne
- 1964
  - Circuit de la Vienne
  - 4e étape des Quatre Jours de Dunkerque
  - 2e du Tour de Luxembourg
  - 3e du Tour d'Andalousie
  - 8e de la Flèche wallonne
- 1965
  - 2e du Tour de Wallonie
  - 2e du Tour des Pays-Bas
  - 3e du Grand Prix du Parisien
- 1966
  - 2e de la Flèche brabançonne

### Résultats sur les grands tours

#### Tour de France
4 participations :
- 1962 : 47e
- 1965 : 51e
- 1966 : hors délais (2e étape)
- 1967 : hors délais (16e étape)

#### Tour d'Espagne
3 participations :
- 1963 : 4e, vainqueur du  classement par points et de la 5e étape
- 1966 : abandon (18e étape)
- 1967 : 30e